# Secunderabad
Secunderabad – miasto w Indiach, w stanie Telangana. W 2011 roku liczyło 217 910 mieszkańców.